# Grypoctonus chinensis
Grypoctonus chinensis är en tvåvingeart som först beskrevs av Engel 1934.  Grypoctonus chinensis ingår i släktet Grypoctonus och familjen rovflugor. Inga underarter finns listade i Catalogue of Life.